# 奴隷遊戯
『奴隷遊戯』（どれいゆうぎ）は、日本の漫画。『少年ジャンプ+』（集英社）2017年6月9日から2019年11月8日まで連載（全61話）。2019年12月6日から2021年12月24日まで新章『奴隷遊戯 GUREN』が連載。
当初の作者はヤマイナナミ（原作）・木村隆志（作画）であったが、ヤマイナナミは井深みつ（脚本担当）ともう一人の作家（企画立案者）による二人組だった。途中で企画立案者が作品制作から離れ、井深みつが一人で話を考えていた。『奴隷遊戯 GUREN』では、ヤマイナナミ（原案）・井深ミツ（原作）・木村隆志（作画）に表記が変更された。
初版は1巻が2万5000部。2019年9月頃時点では約1万部であるという。アプリ上での主な読者層は10代から30代の男性。
2020年3月にはシリーズ累計閲覧数が1億を突破した。

## あらすじ
平凡な高校生・市原海のもとに最新ゲームアプリの招待メッセージが届く。ダウンロードしたアプリ『SLAVE GO』をただのゲームだと思い、指示されるままゲーム内で人間を「捕獲」し自分の『奴隷』にする海だが、海が捕獲した人間が次々に失踪していき、更に幼馴染の伊達凛奈までもが失踪する。
凛奈を預かっているという謎の男により、地下都市ソサエティに招かれた海は、「奴隷」の命で遊ぶ残虐で不徳なゲームに巻き込まれていく。

## 登場人物

### 主要人物
市原 海（いちはら かい）
本作の主人公。17歳。
両親を殺人事件で亡くし、妹の空乃と共に叔父叔母夫婦の家で暮らしている高校生。
送り主不明の招待メールからゲームアプリ「SLAVE GO」をダウンロードしたことで、強制的に地下都市ソサエティの会員となり、「奴隷」を所有する立場になる。
捕獲、所有した奴隷たちに対しては巻き込んでしまったことに罪悪感を抱くとともに、誠意を持って仲間として接している。
人間を物のように扱い、簡単に命まで奪うソサエティに嫌悪感を示すものの、奴隷となってしまった幼馴染の凛奈を救うため、
覚悟を決めて奴隷たち、もとい仲間たちを率いて命がけのゲームに挑む。
浜口 武斗（はまぐち たけと）
海が所有する奴隷。19歳のフリーター。
海の通う高校の生徒からカツアゲをしているところを、海にSLAVE GOで捕獲されて奴隷となった。
わけもわからないままソサエティに拉致され、強制的に殺し合いをさせられたことで怯えていたが、必死に海たちと修羅場をくぐり抜けていく。
剣道経験者で、高校生の頃怪我をして辞めたものの二段の腕前。
柏崎 純一 （かしわざき じゅんいち）
海が所有する奴隷。56歳の政治家。
街頭演説中に海にSLAVE GOで捕獲され、奴隷となる。その直前には収賄容疑がかけられていた。
自分が奴隷となった直接の原因が高校生の海であると知っても怒りも責めもせず、笑顔で「カイ様」と呼んで媚びへつらう。
戦闘能力がないに等しいため役に立たないように見えたが、逃げ出そうとせずに海の指示を守り、地味ながら戦いに貢献する。
勅羅野 烈 （てらの れつ）
海が所有する奴隷。26歳の元プロレスラー。
強すぎて地下格闘技界ですら対戦相手が見つからないという規格外の男。異様に大きな身体と鋭すぎる犬歯が特徴。
浜口や柏崎と違い、海の事情を知ったうえで「本気の喧嘩がしたい」と海の奴隷になることを承諾した。
生き物殴りたさに相撲部屋を襲おうとする、借金のカタに海をヤクザの事務所に置き去りにする、
指示を無視して敵に殴りかかるなどとにかく粗暴で自分勝手に振る舞うが、海たちへの仲間意識を見せることもある。
有村 架図志 （ありむら かずし）
海が所有する奴隷。暴力団中条組の若頭。38歳。
凶悪な笑顔と言動、苛烈な暴力を振りまく、勅羅野曰く「ヤクザの中で一番関わっちゃいけない男」。
海が勅羅野を仲間に引き込む際、それに巻き込まれるかたちで海の奴隷になった。
海に一目惚れをしており一度襲ったこともあるが、奴隷になって以降はたびたび不穏な空気を醸し出しつつも海に一途に尽くそうとしている。
賀東 重一 （がとう じゅういち）
海が所有する奴隷。元陸上自衛隊のレンジャー隊員。20代後半。
他の奴隷と違い、SLAVE GOで捕獲したのではなく「奴隷ガチャ」で海が引き当てて所有権を得た。
自衛隊を辞め、南米でオオアナコンダを捕食する等のサバイバル生活を送ったのち民間軍事会社へ入社、紛争地を巡っていたという突飛な経歴の持ち主。
ソサエティに拉致された経緯は不明だが、奴隷となった挙句ガチャの景品にされても飄々とした態度を貫いている。

### 海の周りの人物
市原 空乃 （いちはら そらの）
海の妹。
叔父叔母夫婦の家で海と共に暮らしている。
明るい性格で海とも叔父叔母とも仲がいい。
伊達 凛奈 （だて りんな）
海の幼馴染。海がSLAVE GOで捕獲した人間が失踪するのと同時期に失踪する。
家出として扱われているが、実際はソサエティに拉致されており、奴隷としてオークションにかけられてしまう。
彼女を取り戻し、地上に帰すのが海の目的となる。
里崎 瑠香 （さとざき るか）
海のクラスメイト。いつも一人でいる謎めいた少女。
何故か海のSLAVE GOで捕獲が可能らしく、捕獲ランクも「D」と異様に低く示されていた。

### ソサエティ
ゴトウ・ウィリアム
ソサエティの案内人。通称ウィル。海を拉致し奴隷を使ったゲームを強制した。
海が最初のゲームに勝ち残って以降も案内人を務めており、時に協力的な態度も見せる。
オズワルド
ソサエティの案内人。なにがなんでも海を陥れたいらしく、久保谷と結託してZEXでの勝負で不正を働く。
ウィリアムと折り合いが悪いらしい。
ロバート・ブレイデイ
ソサエティの最高権力者の一人。勝負の面白み、公正さにこだわる。

### バサラシティ
阿能姉妹 (あのうしまい)
ソサエティに複数ある街の一つ「バサラシティ」で権力を持つ姉妹。
姉の凶子、妹の蜜柑ともにソサエティのロイヤル会員であり、奴隷オークションで凛奈を買い取った。
取り戻したければソサエティ内の通貨である「デロス」を1ヶ月以内に1億稼いで買い戻せと海に指示する。
久保谷 爽介 （くぼたに そうすけ）
ソサエティの貴族会員。若くして一部上場企業の創立者であり、ロイヤル会員目前と言われるほどの資産を有している。
奴隷を公開拷問しているところを海に咎められたのをきっかけに、海にZEXでの勝負を持ちかける。
お願いリューゴ
久保谷が所有する奴隷。宇宙人じみた見た目の殺人狂。
「お願いだから殺らせてくれよぉ」とたびたび口にし理性がないように見えるが、主人の命令はきちんと聞く。
佐川＆天田 （さがわ＆あまだ）
ソサエティ会員の二人組。初の高校生会員が破滅するところが見たい、と海の戦いを観戦しにきた。
：観客の視点から様々な解説をする。

### コンピラシティ
鷹司 一郎 （たかつかさ いちろう）
ソサエティに複数ある街の一つ「コンピラシティ」で権力を持つロイヤル会員。海が通う高校に転入してきた。
表面上は誰に対しても友好的な振る舞いをするが、海に自分の街を案内すると言って奴隷を使った非道な遊びを見せつけるなど性格は腹黒く悪辣。
海が所有する奴隷の解放を賭けての勝負を持ちかけ、海を挑発する言動を繰り返す。
月ヶ瀬 九十九 （つきがせ つくも）
鷹司が所有する奴隷。
コンピラシティスレイブランキング1位、つまりコンピラシティ最強の奴隷であり空手の達人。
鷹司の叔父でもある。
風間 （かざま）
鷹司の所有する奴隷。コンピラシティスレイブランキング2位。
自分こそがこの街で最速、かつ最も美しいと主張する自信家。
鳥立 （とだち）
鷹司の所有する奴隷。コンピラシティスレイブランキング3位。
強靭な脚力と跳躍力を誇るノリの軽い男。
花杜 （はなもり）
鷹司の所有する奴隷。コンピラシティスレイブランキング4位。
元看護士だが患者への無差別殺人を実行した狂人。毒物に造詣が深い。
桐島 真咲人 （きりしま まさと）
海の両親を殺害した張本人。事件の後逮捕されるが異例の早さで出所。
事件について書いた自叙伝を出版したことでマスコミを騒がせ、海を更に苦しめている。

## 用語
ソサエティ
会員制の地下都市。主催組織、会員、奴隷で構成されている。
全ての取引は独自通貨の「デロス」を用いて行われ、会員は奴隷を使ったゲームによってデロスを得る。
内部は複数の街に分かれており、街によって開催されるゲームの毛色が異なるらしいが、どれも奴隷の命を消費した悪趣味なゲームであることは変わらない。
地下都市であるためか、一般社会を「地上」と呼称する。
会員
ソサエティにおいて奴隷を所有することを認められた者。
会員にはランクがあり、準会員からはじまりソサエティの審査を通過すれば正会員として認められ、ソサエティへの貢献度次第では最終的にロイヤル会員に認定される。
ロイヤル会員になれば絶大な権力を得ることができ、地上の人間を誰でも制限なく捕獲、奴隷とすることもできるようになる。
なお、デロスを全て失った会員は奴隷の地位に落とされる。
奴隷
ソサエティに拉致され自由も人権も奪われた者。
会員たちは地上の人間を「捕獲」するほか、オークションで競り落とす等の方法で奴隷を入手する。
なぶるも殺すも稼がせるも所有者の自由だが、所有者に大事にされ一般の人間より良い暮らしをしている者もいるという。
また、所有者がソサエティに大金を支払うことで奴隷の身分から解放し、地上に帰すこともできる。
SLAVE GO
ソサエティ全会員が利用するアプリ。
ゲームアプリの感覚で地上の人間を捕獲し奴隷とするほか、デロスの管理等もこのアプリで行われる。
捕獲可能な人間は限られており、またA～Eの間で設定された捕獲ランクによって捕獲にかかる難易度、費用が異なる。
ZEX
Zodiac EXodusの略。ソサエティで行われる興業の中でも人気の高い一大行事。
5対5で奴隷を戦わせるゲームであり、開催する街によってルールやバトルフィールドが異なる。

## 書誌情報
- ヤマイナナミ（原作）・木村隆志（作画） 『奴隷遊戯』〈ジャンプ・コミックス〉、全11巻
  1. 2017年9月4日発売[6][7]、ISBN 978-4-08-881241-0
  2. 2017年12月4日発売[8]、ISBN 978-4-08-881297-7
  3. 2018年3月2日発売[9]、ISBN 978-4-08-881441-4
  4. 2018年6月4日発売[10]、ISBN 978-4-08-881481-0
  5. 2018年9月4日発売[11]、ISBN 978-4-08-881577-0
  6. 2019年1月4日発売[12]、ISBN 978-4-08-881741-5
  7. 2019年2月4日発売[13]、ISBN 978-4-08-881749-1
  8. 2019年5月2日発売[14]、ISBN 978-4-08-882012-5
  9. 2019年9月4日発売[15]、ISBN 978-4-08-882092-7
  10. 2019年12月4日発売[16]、ISBN 978-4-08-882166-5
  11. 2020年3月4日発売[17]、ISBN 978-4-08-882268-6
- ヤマイナナミ （原案）・井深みつ （原作）・木村隆志（作画） 『奴隷遊戯GUREN』〈ジャンプ・コミックス〉、全8巻
  1. 2020年7月3日発売[18][19]、ISBN 978-4-08-882353-9
  2. 2020年7月3日発売[18][20]、ISBN 978-4-08-882354-6
  3. 2020年11月4日発売[21]、ISBN 978-4-08-882435-2
  4. 2021年3月4日発売[22]、ISBN 978-4-08-882584-7
  5. 2021年7月2日発売[23]、ISBN 978-4-08-882715-5
  6. 2021年10月4日発売[24]、ISBN 978-4-08-882801-5
  7. 2022年2月4日発売[25]、ISBN 978-4-08-883017-9
  8. 2022年3月4日発売[26]、ISBN 978-4-08-883048-3